# Пихта равночешуйчатая
Пи́хта равночешу́йчастая (лат. Abies homolepis) — вид деревьев из рода Пихта (Abies) семейства Сосновые (Pinaceae).

## Распространение и экология
В природе ареал вида охватывает горные районы (от 800 до 2000 м) японских островов Хонсю и Сикоку между 36° и 38° с.ш. Обычно растёт с лиственницей тонкочешуйчатой и широколиственными породами, у своих нижних пределов смешивается с пихтой твёрдой (Abies firma), а у верхних — с пихтой Вича (Abies veitchii).
В Европу интродуцирована в 1854 г. В России известна с конца XIX века, произрастает на Черноморском побережье в Адлере и Сухумском районе.

## Ботаническое описание
Представители вида — деревья высотой до 40, покрытые серой, продольнобороздчатой, весьма неровной корой. Крона с толстыми, горизонтально распростёртыми, правильно мутовчатыми ветвями и тупой вершиной. Молодые побеги глубоко-бороздчатые, светло-охренного цвета, блестящие, голые.
Почки яйцевидные или конусовидные, тупые, смолистые. Хвоя густостоящая, жёсткая, длиной 10—30 мм, шириной 1,5—2 мм, на вершине коротко двузубчатая, сверху блестящая, зелёная, снизу с двумя белыми, как мел, полосками.
Шишки тупо-цилиндрические, длиной 7—9,5 см, диаметром 2,5—3,5 см, молодые — фиолетово-красные, зрелые красновато-коричневые, с невидными снаружи кроющими чешуями, по длине вдвое более короткими, чем семенные. Семена черноватые, с крылышком почти такой же длины как семя.

## В культуре
В Европе интродуцирована с 1854 г. В ботаническом саду Петра Великого в возрасте 22 года: 3,20 м высотой, диаметр ствола 3 см, крона 2,5 х 2,6 м.